# Фадеевская (деревня)
Фадеевская — нежилая деревня в Шенкурском районе Архангельской области. Входит в состав муниципального образования «Шеговарское».

## География
Деревня расположена в южной части Архангельской области, в таёжной зоне, в пределах северной части Русской равнины, в 33 километрах на север от города Шенкурска, на правом берегу реки Ледь, притока Ваги. Ближайшие населённые пункты: на юго-западе деревни Коромысловская и Красковская, на северо-востоке деревни Гришинская и Беркиевская.
Часовой пояс
Фадеевская, как и вся Архангельская область, находится в часовой зоне МСК (московское время). Смещение применяемого времени относительно UTC составляет +3:00.

## Население
| 2002 | 2010 | 2012 |
| ---- | ---- | ---- |
| 0    | →0   | →0   |

## История
Указана в «Списке населённых мест по сведениям 1859 года» в составе 2-го стана Шенкурского уезда Архангельской губернии под номером «2367» как «Болшое Фадеевское(Запольное)». Насчитывала 4 двора, 13 жителей мужского пола и 11 женского.
В «Списке населённых мест Архангельской губернии к 1905 году» деревня Фадеевское (Заполье) насчитывает 9 дворов, 38 мужчин и 27 женщин. В административном отношении деревня входила в состав Предтеченского сельского общества Предтеченской волости.
На 1 мая 1922 года в поселении 12 дворов, 26 мужчин и 35 женщин.